# いんさつしつ座

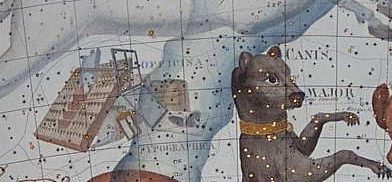
ボーデの星図に描かれたいんさつしつ座（左）

いんさつしつ座（いんさつしつざ、印刷室座、Officina Typographica）は、ドイツの天文学者ヨハン・ボーデがおおいぬ座の東、現在のとも座付近に作った星座。現在は使われていない。
1798年にボーデとフランスの天文学者ジェローム・ラランドの間で、グーテンベルクの活版印刷と、モンゴルフィエ兄弟の熱気球をモチーフとした2つの星座を作ることが合意された。これらは、ドイツとフランスそれぞれの偉大な発明品を記念したものであった。この2つの星座は、1801年に刊行されたボーデの「ウラノグラフィア」の中で、 Officina Typographica と Globus Aerostaticus(軽気球座) として初めて登場した。
その後、これらの星座はいくつかの星図にも描かれたが、現在の88星座には採用されていない。